# Schimbul (film din 2016)
Schimbul (The Swap) este un film original Disney Channel care a avut premira originala pe 7 octombrie 2016, iar în România pe 18 februarie 2017 la canalul Disney Channel România. Personajele principale ale filmului sunt Peyton List ca Ellie O'Brien și Jacob Bertrand ca Jack Malloy.

## Plot
Frustrați de cât de grea este viața lor, Ellie O'Brien și Jack Malloy au scris în telefoanele lor că vor să facă schimb de vieți și acest lucru chiar s-a întâmplat, Ellie avea corpul lui Jack, iar Jack avea corpul lui Ellie. Ei au fost nevoiți să facă schimb de vieți și fiecare trăia viața celuilalt. Această experiență i-a învățat să își aprecieze propria viață așa cum este ea.

## Personaje
| Actor          | Rol           |
| -------------- | ------------- |
| Peyton List    | Ellie O'Brien |
| Jacob Bertrand | Jack Malloy   |
| Darrin Rose    | Coach Malloy  |
| Claire Rankin  | Summer        |
| Callan Potter  | Gunner        |
| Jesse Bostick  | Stryker       |
| Eliana Jones   | Aspen Bishop  |